# Direction de l'Animation de la Recherche, des Études et des Statistiques
Pour les articles homonymes, voir DARES.
La Direction de l'animation de la recherche, des études et des Statistiques (Dares) est une direction de l'administration publique centrale française, qui dépend du ministère du Travail. Elle produit des analyses, des études et des statistiques sur les thèmes du travail, de l'emploi, de la formation professionnelle et du dialogue social.
Michel Houdebine en assume la direction depuis le 7 octobre 2021. Les locaux sont situés dans la tour Mirabeau à Paris.

## Historique
Le service des Études et Prévisions est créé le 6 octobre 1966. Le service des Études et de la Statistique lui succède le 25 juillet 1975 et la Dares le 15 janvier 1993,.

## Présentation
La Dares construit et analyse des statistiques qui concernent le marché du travail en France. Elle travaille entre autres avec France Travail.
Elle publie des études de recherche sur le travail, le chômage et l'emploi.
La Dares est un service statistique ministériel (SSM), et est par conséquent rattachée à l'Insee et indépendante dans ses publications du Gouvernement, grâce à l'autorité de la statistique publique.
La Dares poursuit deux missions principales : éclairer le débat économique et social et participer à la conception et à la mise en œuvre des politiques publiques.
Au quotidien :
- elle collecte des données et élabore les statistiques sur les questions relatives au travail, à l’emploi, à la formation professionnelle et au dialogue social, en utilisant des sources administratives de gestion ou des enquêtes reconnues d’utilité publique ;
- elle réalise et publie des analyses, des études prospectives et des travaux d’évaluation pour permettre une meilleure compréhension du marché du travail et de ses évolutions;
- elle anime la recherche en lançant des appels à projets de recherche, en appuyant le réseau des services « études, évaluation et statistiques » des Direccte (Directions régionales des entreprises, du commerce, de la consommation, du travail et de l’emploi), en apportant son expertise au sein de plusieurs instances européennes et internationales ;
- elle appuie le ministre du Travail dans l’élaboration des politiques publiques. Les travaux produits dans ce cadre ne font pas systématiquement l’objet d’une diffusion publique.

Elle assure aussi la gestion du centre de documentation « interdirections » du ministère.

## Directeurs de la Dares
La Dares a été créée en 1993, et dirigée successivement par :
1. Claude Seibel (1993)[6] ;
2. Annie Fouquet (2000)[7] ;
3. Antoine Magnier (2005)[8] ;
4. Françoise Bouygard (2014)[9] ;
5. Selma Mahfouz (2016)[10];
6. Michel Houdebine (2021)[11].

## Siège
Depuis 2003, la DARES siège dans un immeuble du Front-de-Seine, au 39-43 quai André-Citroën, la tour Mirabeau (Paris 15e). Il s'agit du dernier service du secteur travail du ministère à quitter le site historique du bâtiment hébergeant les services des ministères chargés des Affaires sociales et de la Santé, place de Fontenoy (7e arrondissement de Paris).